# Giải bóng đá hạng nhì quốc gia Cộng hòa Síp 1956–57
Giải bóng đá hạng nhì quốc gia Cộng hòa Síp 1956–57 là mùa giải thứ tư của bóng đá hạng nhì Cộng hòa Síp. Apollon Limassol giành danh hiệu đầu tiên.

## Thể thức thi đấu
Có 9 đội tham gia Giải bóng đá hạng nhì quốc gia Cộng hòa Síp 1956–57. Giải đấu được chia thành 2 bảng theo khu vực địa lý, phụ thuộc vào các Quận Cộng hòa Síp mà mỗi đội đến từ đó đó. Tất cả các đội trong một bảng thi đấu hai lần, một lần sân nhà và một lần sân khách. Đội nhiều điểm nhất sẽ lên ngôi vô địch. Đội vô địch mỗi bảng thi đấu với nhau trong giai đoạn cuối của giải đấu và đội chiến thắng là đội vô địch Hạng nhì. Đội vô địch thăng hạng Giải bóng đá hạng nhất quốc gia Cộng hòa Síp 1957–58.

### Hệ thống điểm
Các đội bóng nhận được 2 điểm cho một trận thắng, 1 điểm cho một trận hòa và 0 điểm cho một trận thua.

## Thay đổi so với mùa giải trước
Các đội thăng hạng Giải bóng đá hạng nhất quốc gia Cộng hòa Síp 1956–57
- Aris Limassol

Các đội xuống hạng từ Giải bóng đá hạng nhất quốc gia Cộng hòa Síp 1955–56
- Armenian Young Men's Association

Thành viên mới của CFA
- Othellos Famagusta

## Sân vận động và địa điểm
| Bảng                               | Đội         | Sân vận động           |
| ---------------------------------- | ----------- | ---------------------- |
| Limassol-Paphos                    | Antaeus     | GSO Stadium            |
| Limassol-Paphos                    | Apollon     | GSO Stadium            |
| Limassol-Paphos                    | APOP        | GSK Stadium            |
| Limassol-Paphos                    | Panellinios | GSO Stadium            |
| Nicosia-Famagusta-Larnaka-Keryneia | Alki        | GSZ Stadium            |
| Nicosia-Famagusta-Larnaka-Keryneia | AYMA        | GSP Stadium            |
| Nicosia-Famagusta-Larnaka-Keryneia | Othellos    | GSE Stadium            |
| Nicosia-Famagusta-Larnaka-Keryneia | Orfeas      | GSP Stadium            |
| Nicosia-Famagusta-Larnaka-Keryneia | PAEK        | G.S. Praxander Stadium |

## Bảng Nicosia-Famagusta-Larnaca-Keryneia
Bảng xếp hạng
| Vị thứ | Đội                              | St. | T. | H. | B. | BT. | BB. | HS. | Đ. | Ghi chú                       |
| ------ | -------------------------------- | --- | -- | -- | -- | --- | --- | --- | -- | ----------------------------- |
| 1      | Alki Larnaca                     | 8   | 6  | 2  | 0  | 23  | 9   | 12  | 14 | Vô địch Bảng-Playoff Vô địch. |
| 2      | Orfeas Nicosia                   | 8   | 6  | 1  | 1  | 22  | 8   | 14  | 13 |                               |
| 3      | Armenian Young Men's Association | 8   | 3  | 1  | 4  | 24  | 12  | 12  | 7  |                               |
| 4      | Othellos Famagusta               | 8   | 3  | 0  | 5  | 13  | 26  | -13 | 6  |                               |
| 5      | PAEK                             | 8   | 0  | 0  | 8  | 6   | 33  | -27 | 0  |                               |

Hệ thống điểm: Thắng=2 điểm, Hòa=1 điểm, Thua=0 điểm
Kết quả
| ↓Home / Away→ | ALK | AMN  | OTL | ORF | PKK  |
| ------------- | --- | ---- | --- | --- | ---- |
| Alki          |     | 1-1  | 5-1 | 2-1 | 2-01 |
| AYMA          | 1-3 |      | 8-0 | 2-3 | 8-0  |
| Othellos      | 1-3 | 2-02 |     | 0-1 | 5-1  |
| Orfeas        | 1-1 | 3-2  | 6-1 |     | 2-01 |
| PAEK          | 3-6 | 0-2  | 2-3 | 0-5 |      |

1Trận đấu Alki Larnaca-PAEK Kerynia với tỷ số 2-0. PAEK Kerynia không xuất hiện trong trận đấu.
2Trận đấu Othellos Famagusta-AYMA với tỷ số 2-0. AYMA không xuất hiện trong trận đấu.
3Trận đấu Orfeas Nicosia-PAEK Kerynia với tỷ số 2-0. PAEK Kerynia không xuất hiện trong trận đấu.

## Bảng Limassol-Paphos
Bảng xếp hạng
| Vị thứ | Đội                  | St. | T. | H. | B. | BT. | BB. | HS. | Đ. | Ghi chú                       |
| ------ | -------------------- | --- | -- | -- | -- | --- | --- | --- | -- | ----------------------------- |
| 1      | Apollon Limassol     | 6   | 5  | 0  | 1  | 27  | 7   | 20  | 10 | Vô địch Bảng-Playoff Vô địch. |
| 2      | APOP Paphos          | 6   | 3  | 1  | 2  | 16  | 21  | -5  | 7  |                               |
| 3      | Antaeus Limassol     | 6   | 3  | 0  | 3  | 17  | 16  | 1   | 6  |                               |
| 4      | Panellinios Limassol | 6   | 0  | 1  | 5  | 8   | 24  | -16 | 1  |                               |

Hệ thống điểm: Thắng=2 điểm, Hòa=1 điểm, Thua=0 điểm
Kết quả
| ↓Home / Away→ | ANT | APL | APP  | PNL |
| ------------- | --- | --- | ---- | --- |
| Antaeus       |     | 0-3 | 3-5  | 2-0 |
| Apollon       | 0-2 |     | 10-0 | 6-1 |
| APOP          | 5-1 | 2-5 |      | 2-0 |
| Panellinios   | 3-9 | 2-3 | 2-2  |     |

## Playoff Vô địch
- Apollon Limassol 4 - 1 Alki Larnaca (GSO Stadium,30 tháng 6 năm 1957)
- Alki Larnaca 2 - 2 Apollon Limassol (GSZ Stadium, 7 tháng 7 năm 1956)

Apollon Limassol là đội vô địch Hạng nhì và họ thăng hạng Giải bóng đá hạng nhất quốc gia Cộng hòa Síp 1957–58.